# 竇啓瑛
竇啟瑛(1687年—? )，字修五，號亦亭，漢軍正白旗籍，奉天府 (遼寧省瀋陽市）人。清朝官員。
康熙五十四年（1715年）三甲三十一名進士。選庶吉士，散館授官檢討。雍正七年（1729年）任監察御史，巡察順永宣。歷升光祿寺少卿、直隸按察使、湖北按察使、四川布政使。乾隆元年（1736年），護理四川巡撫。
《聽雨叢談》記載其係康熙五十三年甲午科武舉人，次年改考文科，中進士，入翰林。